# Pulski lukobran
Pulski lukobran sagradila je Austro-Ugarska između 1910. i 1914. godine s ciljem obrane od neprijateljskog brodovlja te zaštite priobalja i grada od naleta većih valova. Procjenjuje se da su u lukobran ugrađene stotine tisuća kubika kamena i desetine tisuća kubika betona. Iako je planirana dužina bila 1.200 metara, ostao je 141 metar neizgrađenog dijela, a nešto više od 250 metara je nedovršeno. Širok je sedam metara, a dubina do prirodne stijene, na kojoj je podignut nasip, iznosi od 20 do 36 metara. Korijen lukobrana je na rtu Kumpar, a proteže se 350 stupnjeva prema rtu Proština.
Danas je lukobran neugledan, nestabilan i potencijalno opasan zbog nebrige za taj strateški infrastrukturni objekt koja ga je pretvorila u derutnu i sve manje funkcionalnu građevinu. Vertikalni zid lukobrana je urušen, odnosno nedovršen u dužini od 254 metra, a postojeće berme (nasipani kamen pod vodom, koji dodatno učvršćuje lukobran) su neuredne.
Kruna je na pojedinim dijelovima u potpunosti razrušena i ispod razine mora, što omogućuje prelijevanje čak i osrednjih valova. Većim dijelom je neprohodna, a na pojedinim mjestima vide se komadi hrđave čelične armature. Također, pod utjecajem valova i korozije, na njoj su nestali vezni prsteni. Nasip i ostali dijelovi lukobrana neznatno su oštećeni i ne prijete stabilnosti objekta
Kako bi lukobran mogao obraniti Pulu od plimnog vala i biti funkcionalan za gospodarsku i rekreativnu namjenu potrebna je njegova sanacija koja se treba provesti u tri faze. Prva faza vrijedna 170.000 eura uključivala bi iskop postojećeg nasipa uz sami postojeći zid lukobrana. Zatim bi se, u drugoj fazi, nešto više od 3.800.000 eura uložilo u postavljanje kamenometa i bermi s obje strane postojećeg zida lukobrana. Sljedeću fazu, koja bi vrijedila 100.000 eura manje od druge faze, činilo bi postavljanje nadbetona nad postojeći zid i, povrh njega, armirano betonske krune s armaturom. Nakon provedene sanacije lukobran bi trebao ispunjavati zadaću za koju je prvotno bio namijenjen.

## Vanjske poveznice
- Plan sanacije pulskog lukobrana[neaktivna poveznica]